# Великі Крушлинці
Великі Крушлинці (давні назви — Нетяги, Калітинці, Калиновці) — село в Україні, у Вінницькій міській громаді Вінницького району Вінницької області.

## Географія
Село лежить за 23 км від міста Вінниці і за 5 км від станції Гуменне. Рельєф — рівнинний. Ґрунти — сіроземи.
Селом протікає річка Нетяги, ліва притока Кобильні.

## Назва
Історичні джерела розповідають, що назву Нетяги село отримало від річки та урочища Нетяги, де було засноване перше поселення. Назва Калитинці (Калітинці) походить від прізвища вінницького міщанина Каліти, який в середині XVI ст. на цих землях використовував став.
Сучасну назву село отримало від прізвища польського шляхтича Мартина Хрушлинського, який в останні роки XVI століття отримав ці землі за військові заслуги від вінницького старости Юрія Струся (1579—1604 р.р.). Це держання (посесія) офіційно підтверджувалося привілеєм польського короля Сигізмунда III від 23.08.1599 р. Вперше назва Хруслинці зустрічається в люстрації 1629 р. Змінювалося і місце розташування села. Загроза нових руйнувань від частих набігів татар спричинила переміщення села на початку XVII століття на північний схід, у більш безпечне місце, де воно іменувалося Калітинці, згодом — Хруслинці, Великі Крушлинці.

## Історія
Село Великі Крушлинці засноване наприкінці XVI ст. на землях, що знаходилися, у той час, під юрисдикцією королівської польсько-литовської держави— Речі Посполитої, що постала за Люблінською унією в 1569 р. В прадавні часи цей край був у складі Київської Русі, Галицько-Волинського князівства, Золотої Орди та Великого князівства Литовського. В XVI столітті ці землі — урочища Нетяги та Телепеньчин Ріг — перебували в громадському володінні вінницьких міщан та старости Вінниці, Вінницького повіту, Брацлавського воєводства.
За актовими джерелами XVI cт. річка Вінничка — ліва притока Південного Бугу була оточена надбережним лісовим масивом, який під Старим Містом з'єднується з надбогським лісом, утворюючи «Великий ліс Вінницький». Південно-західна частина повіту була степовою. Також повз стіну Вінницького лісу (ймовірно від дороги Вінниця-Вороновиця) на схід та на північний схід тягнулися великі, майже степові, простори. Так, степ розпочинався за р. Тяжилівкою, переходив у Гавришівський степ, а далі, ідучи міжріччям Хомутна- Нетяги (між сіл Великі та Малі Крушлинці) та лівобережжям Хомутної на північний схід, оцей степ тягнеться в тому самому напрямі далі за р. Кобильною. Верховина р. Нетяги була вкрита лісом, що обіймав територію сіл Гуменне та Михайлівка та утворював врочище «Гуменна діброва», а ліс у верхів'ї р. Хомутної утворював врочище « Телепеньчин Ріг». Ці два лісові масиви були лише виступами — («ріг») на степових просторах надбережних лісів Хомутної та Нетяги (ліві притоки р. Кобильна, що впадає в р. Десну). Система р. Кобильня була вкрита лісом. З 1362 р., після перемоги військ Великого князя Литовського Ольгерда над військами Золотої Орди у битві на р. Синя Вода - притока П. Бугу Поділля перейшло від татар під контроль Литовської держави. Великий князь Литовський надавав землі в тимчасове володіння людям усіх станів, як винагороду за військову службу, решта міських земель - «міські ниви» й «міські сіножаті», такі як «Вінницький ліс» та «Гавришівський степ» були в громадському володінні вінницьких міщан. За Декретом вінницького старости Б. Корецького від 24.V.1566 р. межа міщанських земель із землями пана Стрижавського на північно-східному кордоні повіту проходила близько р. Хомутної (починається біля с. Телепеньки), через р. Нетягу (бере свій початок вище сіл Гуменне та Михайлівка і впадає в р. Кобильня в місці, де тепер с. Козинці) нижче Калітиного ставу (c. Великі Крушлинці), а звідти аж до земель с. Вороновиці.
Дослідник Брацлавщини Ц. Нейман так описує цю межу: «… з верхів'я Свинарових Лоз (руда, болотистий струмок- ліва притока р. Хомутної, впадає нижче с. Малі Крушлинці), вниз Свинаровими Лозами, цією рудою до Хомутної, пройти через долину Хомутної, Сухою горою до Нетягів, нижче Калітина ставу на Лози (сучасне с. Лозовата), а від цих Лоз на Колодєж, від Колодєжа на густий березняк і там вже прийшов ґрунт Вороновицький (дідичні землеволодіння Великого та Малого Комарова панів Кропивницьких).» Тривалий час ці території давали змогу міщанам вести екстенсивне скотарство, яке займало вагоме місце в загальній економіці повіту аж до середини XVI ст. До 1570 р. литовський уряд визнав м. Вінницю державцем усіх міських земель. Велику роль в освоєнні міської території відігравали приватні міщанські землеволодіння- займанщини. Так, у незаселеному східному секторі, на р. Нетяга (сучасне c. Великі Крушлинці) в 1566 р. існував став, що його колись давно «засипав» і уживав вінницький міщанин Каліта. Після Люблінської унії 1569 р. на українські землі посунули польські магнати та шляхта, адже державним завданням Великого князівства Литовського та Речі Посполитої була колонізація загарбаних українських земель. Українські землі були поділені на вісім воєводств, Вінниця відійшла до Брацлавського воєводства, яке складалося з двох повітів- Брацлавського та Вінницького. З цього часу воєвод, старост та інших урядових осіб польський король призначав з числа польської шляхти. Польські феодали розпочали поширення свого панування на більшу частину України, вони захоплюють великі земельні простори разом з населенням, на Брацлавщині виникають великі поміщицькі фільваркові господарства.
Приплив польської шляхти на Брацлавщину починається в кінці XVI - поч. XVII ст.ст., яка невпинно захоплює городські і земські уряди та маєтки. Після Унії всі вінницькі міські землі переходять під земське право, а міщани- землевласники стали неправними (незаконними) власниками. У східному напрямі Вінницького повіту, на землях міщан, приватні привілейовані землеволодіння польських шляхтичів з'являються значно пізніше ніж у інших напрямах, адже повіт зазнавав спустошливих набігів татар ще навіть 1-ї пол. XVII ст., а шляхи їхньої інвазії (нашестя) в глиб повіту пролягали якраз через східні напівстепові напрями. Від часів першого вінницького старости - поляка Юрія Струся (1579—1604 р.р.) невпинно відбувається перехід господарських земель міста у володіння вінницьких старост-поляків та польських шляхтичів. Старостинський уряд відбирає насамперед міські степові пасовища та сіножаті, бо такі землі легше було відібрати й використати для осадження нових замкових сіл, а міські громадські випаси були відтисненні далеко на схід, аж до р. Липовець. Так, в останніх роках XVl cт. Ю. Струсь надає шляхтичу Мартину Хрушлинському в державу (посесію) за військові заслуги, відірвані від міської території, урочища Нетяги та Телепеньчин Ріг, а стверджено це держання було привілеєм короля Жигимонта III 23.08.1599 р. (М.Хрушлинський належав до стану дрібних служилих шляхтичів). Часті набіги татар в XVl ст. спустошили місцевість в системі річки Кобильної, на місці старих сіл і хуторів залишилися попелища і урочища. В кінці ХVlст. почалася нова хвиля заселень і на їх місці виникали нові села. Поселення Нетяги і Телепеньчин Ріг були передані М.Хрушлинському в державу також в розореному вигляді. Присуджуючи в 1603 р., Калітин став на користь державця с. Нетяги (Калітинці), яке вже того часу існувало, королівські комісари за свідченнями вінницьких міщан встановлюють, що цей став був завжди у володінні міста і є власністю короля, а М. Хрушлирський стверджується його тимчасовим державцем.
За люстрацією 1616 р. видно щодо слободи Калітинці, яка осіла років п'ятрадцять тому на майже степових землях, біля урочищ Нетяги та Телепеньчин Ріг, держави пана М. Хрушлинського, що «в ній є цього часу 25 осілих людей. Державець дав слободянам „ волю“ од усяких повинностей та податків на 30 років. Однак піддані повинні були робити на рік 4 дні: „на зажинки, на обжинки, на закоски й на обкоски“. У слободі є один став неспустний та млин на одне коло. Млин у літку не меле та не завжди меле й узимку». Історик-краєзнавець Ц. Нейман описує с. Калітинці (В.Крушлинці) так: "Калітинці - це були старі хутори під назвою Нетяги, що тяглися по течії річки Нетяги, примикали до великого, у той час, ставу та лісу, відомі під назвою Калітинні хутори або Калітин став. На захід від Нетяг, біля верхів'я річки Хомутної, було старе село Телепеньчин Ріг. Поселення ці вважалися королівськими і тягнулися до вінницького замку. Із збільшенням народонаселення на північ від села, на річці Хомутній, заснувалося нове поселення. Люстрація 1629 р. показує ці поселення як с. Калютинці або Хруслинці (ця назва села зустрічається тут вперше) — Великі Крушлинці, с. Слобода Нова або Амброзовіце — Малі Крушлинці та с. Телепеньчин Ріг — Телепеньки.
В зв'язку з тим, що ці землі були надані М.Хрушлинському не у власність, а в держання і посесія на них виявилася вакантною підприємливий брацлавський земський суддя Ольбрихт (Ольбрахт) Кохановський в 1627 р. на першому сеймі, де він був присутній, виклопотав їх у короля для себе. О.Кохановський- виходець із корінної Польщі, з відомого польського роду Сандомирського воєводства, мав сильні зв'язки з першими вельможами в державі, «…без всяких статків, щедро обдарований особистими якостями». Прибув шляхтич на Брацлавщину в 1615—1618 р.р., у віці близько 50 років, одружився з багатою вдовою Олексанрою Богословською (із Красносельських). В шлюбі вони придбали (1618—1621 р.р.) південну половину «кобилинських ґрунтів» з селом Половецьке (сучасне с. Косаківка), іншими селами, заснував с. Коханівку (Кохангород), в 1630 р. відсудив на свою користь с. Козинці. В 1624 р. король Речі Посполитої призначив О.Кохановського брацлавським земським суддею, в 1627 р. - на посаду сборщика земських повинностей по усьому Брацлавському воєводству, у цьому ж році він був обраний депутатом від сейму в комісію по встановленню цін, обіймав інші високі посади в сеймі в 1631, 1633, 1634 р.р.
В 1625—1626 р.р. О.Кохановський на р .Кобильній, на острові, збудував солідний оборонний замок та виклопотав у короля право на улаштування біля цього форта містечка - Коханград. Тут було збудовано церкву, католицьку каплицю і госпіталь, утримувалась надворна міліція і козаки. Крім замку збудував шість нових млинів і велику греблю через річку на вінницькому тракті. 09.05.1642 р. О. Кохановський помер, а його маєтки за заповітом перейшли до сестри Констанції та її чоловіка Стефана Хоментовсько, але довго користуватися багатою спадщиною їм не довелося . Кохангород стояв на стратегічній дорозі (велика стара дорога- «старий гостинець»), що вела із Вінниці в Липовець та в далеку Україну, слугувала як військова дорога для походів козацьких і польських військ. Форт проіснував лише двадцять два роки і був зруйнований вщент, першим у Вінницькому повіті, у період Хмельниччини . Лише в останні роки XVll ст. з'явились сюди власники спадщини О.Кохановського, але застали тут лише попелища і безлюддя. (Інвентарі поч. XVIII ст.). В подальшому ці землі були казенними.
Про історію заснування села до нас дійшли такі перекази: « Перше поселення мало назву Калатинці (Калітинці). Розміщене воно було за 5-6 км на південний захід від нинішнього села. Після чергового набігу татар на Поділля село було повністю зруйноване, а його жителі вбиті та полоненні, а ті що залишилися в живих переселилися на північний схід, у ліс і на березі річки Нетяги заснували нове поселення Калітинці, яке пізніше назвали Великі Крушлинці, за прізвищем колишнього власника цих земель Мартина Хрушлинського (Хруслинського). З цього місця і почало свій розвиток нинішнє село». За місциною, де був дубовий ліс, який прилягав до села зі сходу, закріпилася назва «дубина», «за дуба». Залишки цього лісу були знесені наприкінці XIX ст. Переказана подія про зруйнування та перенесення села могла трапитись під час декількох набігів татар, коли завойовники спустошували величезні території, а значну частину населення виганяли в неволю. Цілі міста і села багато разів були по варварському знищені, а інші зовсім обезлюдніли. Все Поділля в XVI ст. і аж до кінця XVII ст. перебувало під контролем султанської Туреччини, тому під час якої саме події (інвазії) було зруйновано першу осаду Нетяги можна лише припустити (найймовірніше остання чв. XVI ст.). У XVIII—XIX ст.ст. на території, приближеній до місця розташування першої слободи Нетяги, існувало землеволодіння, виділене в окремий хутір (місцева назва «футир»). Його територія по периметру була обнесена ровом та палісадом (поширений спосіб зазначення меж своїх територій зем'янами в XVI—XVII cт.ст.). Зручне природне місце розташування хутора (з трьох сторін він обвивався струмками та ярами, що переходили у ліву притоку р. Нетяги), його близькість до місця першої осади дає нам підстави припустити, що хутір виник на місці пасіки- хутора в XVII ст.
Наявні історичні відомості дають можливість встановити місце та час заснування села Великі Крушлинці. Першим поселенцем на місці теперішнього села (колишні міські, пізніше казенні землі) був міщанин Каліта, який в сер. XVI ст. «засипав» та уживав неспусний став (Калітин став). Дещо в пізніший час в урочищі Нетяги поселяються перші осадники, які заснували с. Нетяги. Перша осада Нетяги знаходилася на околиці лісу, де зходяться межі сучасних сіл В.Крушлинці, Гуменне та М.Крушлинці. Ще й досі цю місцину називають «Калатинці». Загроза нових руйнувань від набігів татар, яка тривала аж до кінця XVII ст., спричинила розселення осадників с. Нетягів хуторами вздовж лівої притоки р. Нетяги, що переходила у великий, на той час, став (Калітин став) - (сучасні вул.. Л.Українки та вул. Українська). Ці поселення називалися Калітинні хутори. Зі сходу річка межувала з давнім дубовим лісом - «дубина». Слобода Нетяги та Калітинні хутори з часом злилися в одне поселення, яке за люстрацією 1615 р. іменується як слобода Калітинці, у місці, яке було більш зручним для проживання і мало більше природних прихистків для людей на випадок загрози з боку нападників (частина сучасного с. В.Крушлинці по вул. Українська, яка прилягає до ставу).
Назва села мінялася кілька разів за географічними та іменними ознаками: Слобода Нетяги була названа за назвою урочища та річки Нетяги, де ще в XVI ст. поселилися перші осадники. (Грамота короля Жигимонта III від 23.08. 1599 р.); Слобода Калітинці (Калютинці) отримала назву за прізвищем міщанина Каліти, який першим обживав ці землі (Люстрація 1615 р.) . Село Хруслинці (пізніше Великі Крушлинці) назване за прізвищем держателя цих земель Мартина Хрушлинського (Грамота короля Жигимонта lll від 23.08.1599 р.). Назва села Хруслинці зусрічається в люстрації 1629 р. вперше. Село Малі Крушлинці (перша назва Слобода Нова або Амброзовіце), назване за назвою с. Хруслинці, держатель якого був фундатором нової слободи. (Люстрація 1629 р.). Держання (посесія) Мартина Хрушлинського урочищ Нетяги та Телепеньчин Ріг, надане йому наприкінці XVI ст. вінницьким старостою Юрієм Струсем було офіційно стверджене привілеєм польського короля Жигимонта III (Сигізмунда) 23.08.1599 р., тому цю дату можна вважати офіційною датою заснування села Великі Крушлинці.
Під час другого голодомору у 1932–1933 роках, проведеного радянською владою, загинуло 389 осіб.

## Населення
Згідно з переписом УРСР 1989 року чисельність наявного населення села становила 1031 особа, з яких 445 чоловіків та 586 жінок.
За переписом населення України 2001 року в селі мешкало 980 осіб.

### Мова
Розподіл населення за рідною мовою за даними перепису 2001 року:
| Мова       | Кількість | Відсоток |
| ---------- | --------- | -------- |
| українська | 974       | 99.39%   |
| російська  | 5         | 0.51%    |
| білоруська | 1         | 0.10%    |
| Усього     | 980       | 100%     |

## Корисні копалини
На рудах села (вздовж р. Нетяги) жителі видобували торф для опалення. Біля сучасного Браславського ставка (вул. Л.Українки) видобувалась біла глина для побілки хат і на продаж. На сучасній вул. Шевченка (попередня назва Цегельня) існувала цегельня, на якій виробляли червону цеглу на спорудження церкви.

## Церква

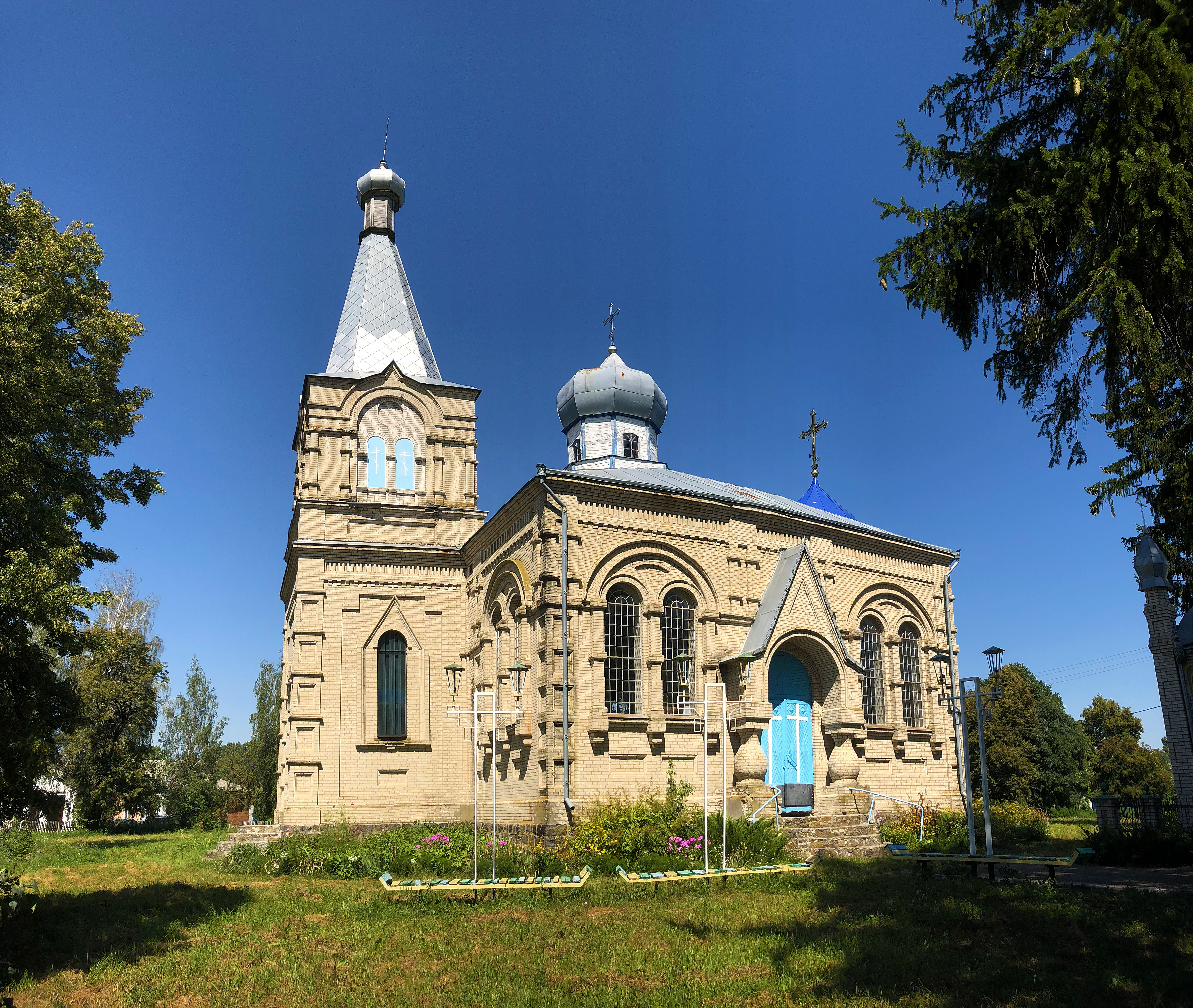
Церква Усікнення голови Іоанна Предтечі

Церква Усікновення (Усічення) глави Іоана Предтечі збудована у 1914 році.

## Відомі уродженці
- Коврига Віра Наумівна, "п'ятисотниця'', депутат Верховної Ради УРСР першого скликання.
- Онопенко Василь Васильович, Голова Верховного Суду України.
- Онопенко Оксентій Дмитрович, український громадський діяч у Росії, економіст з міжнародних економічних відносин, кандидат економічних наук. Закінчив Московський державний інститут міжнародних відносин і наукову аспірантуру Академії суспільних наук в Берліні.
- Солодова Любов Петрівна, заслужена артистка України